# ガンビア料理

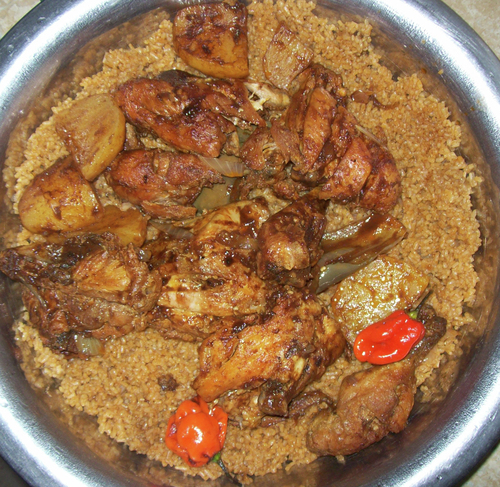
チェレ（キビのクスクス。シチューを掛けている。本文参照）

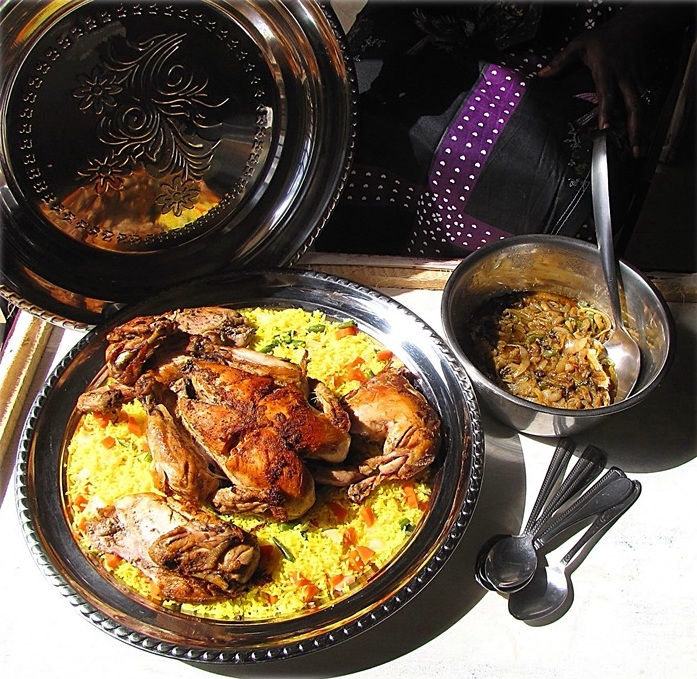
チキンヤッサ（鶏肉のシチュー。ライスに掛けられている）

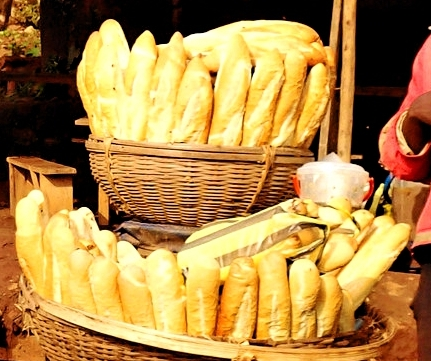
西アフリカの伝統的なパンであるタパラパはよく朝食に食べられる

ガンビア料理とは、西アフリカのガンビアの伝統的な料理である。隣国セネガルの料理と同様に、地元産の食材を用いており、非常に多様である。植物を料理に多用していることは、ガンビアの癌の発生率の低さに寄与している。

## 主菜
ガンビアの食事は、炭水化物 (米やクスクス、キャッサバなど) が基本で、これに肉や魚を用いたソースを添えて供される。味付けとしては辛味が強い。
伝統的なガンビア料理としては、ジョロフライスとして知られるベナチン(ウォロフ語で「一つの鍋」の意)はトマトソースを用い、肉や魚を野菜と一緒にした炊き込みご飯の一種である。ドモダはピーナッツ・ソースを用いた肉や魚のシチューで、フィンディ（雑穀）で作ったクスクスやライスとあわせて食べる。サラダはレタスに酢、コショウ、ブイヨンキューブ、タマネギを和えたもので、卵、トマト、ビート、ニンジンなどと一緒に肉や魚に添える。プラサスもシチューで、ソースはパーム油とキャッサバの葉から作られる。
ガンビアで出回っている肉はハラールで、一般的な肉の他に、子羊や子牛も含まれる。キリスト教コミュニティでは豚も飼育されている。肉料理としては、タマネギ、コショウ、ビネガー、マスタード、レモンで鶏肉を味付けしてローストしたチキンヤッサ、ベースニェベ（Base Nyebe）と呼ばれる肉と野菜のシチューなどがある。キビから作られたクスクスはチェレ（CherrehまたはChere）と呼ばれ、普通はタマネギ、コショウ、トマト、野菜で味付けした、魚肉または肉のシチューと一緒に供される。
ガンビアでは漁業が盛んに行われている。最も一般的な魚はニシン科のボンガで、他の魚や肉よりも安価で購入できることから人気がある。そのほかターポン、エビ、川牡蠣もあり、牡蠣はシチューやスープに使われる。魚料理としては、ジャンバラヤに似たチェブジェンがある 。
スイバの葉やレタスを添えてパーム油で調理した、魚や仔牛の燻製をベースにしたスープも何種類かある。この国で見られるほうれん草に似た野菜はビサップで、その葉は調理したり、絞ってビタミンCが豊富なジュースにできる。ガンビアで一般的な野菜としては他に、サツマイモ、モロコシ、オクラ、樹木の葉ではバオバブ、パンノキ、ワサビノキなどがある。後者は、粥、ビスケット、ソース、オムレツ、飲み物、サラダなどに用いられている。カルシウムとカリウムが豊富なモリンガの花は、揚げるとキノコの風味が増す。
ビールは、この国で最も人気のあるアルコール飲料である。ヨーロッパやアメリカからの輸入が一般的だが、Julbrewという地元ブランドもある。伝統的な酒としてはミレットビールやヤシ酒などがある。その他の代表的な飲料には、ココナッツジュース、ハイビスカス・ティーの一種であるビサップジュース、利尿作用で知られるシクンシ科のキンケリバのお茶などがある。
デザートとしてはクスクスにバナナなどのフルーツとヨーグルトなどを加えたチャケリがある 。